# Kontrollratsdirektive
Kontrollratsdirektiven waren in den Jahren 1945 und 1946 Gesetzgebungsakte des Alliierten Kontrollrats mit Geltung für die vier Besatzungszonen. In den Direktiven wurden zunächst die allgemeinen Absichten oder Entscheidungen des Kontrollrates in verwaltungstechnischen Angelegenheiten bekanntgemacht. Seit 1947 waren Direktiven keine Akte der Gesetzgebung mehr. Sie wurden seitdem erlassen, um grundsätzliche Richtlinien oder verwaltungsmäßige Entscheidungen des Kontrollrats bekanntzugeben und waren nicht bindend für die deutsche Bevölkerung in ihrer Gesamtheit, sondern nur für diejenigen Personen, an die sie gerichtet waren.
Der Kontrollrat erließ außerdem Kontrollratsgesetze, Kontrollratsproklamationen und  Kontrollratsbefehle.

## Kontrollratsdirektiven (Auswahl)
- Direktive Nr. 10 vom 22. September 1945: Methoden der gesetzgebenden Tätigkeit des Kontrollrats. Der Kontrollrat übte seine gesetzgebende Gewalt durch Proklamationen, Gesetze, Befehle, Direktiven und Instruktionen aus.
- Direktive Nr. 11 vom 22. September 1945: Amtssprachen und Veröffentlichung der Gesetzgebung. Alle Proklamationen, Gesetze, Befehle, Direktiven und Instruktionen wurden in englischer, russischer und französischer Sprache im Amtsblatt des Kontrollrates veröffentlicht. Eine deutsche Übersetzung wurde in den Fällen beigefügt „wo sie das deutsche Volk oder deutsche Beamte oder Dienststellen angehen.“
- Direktive Nr. 15 vom 26. Oktober 1945: Einführung einer einheitlichen Uhrzeit für ganz Deutschland. Für ganz Deutschland wurde ab 2 Uhr am 18. November 1945 die Zeit „A“, d. h. die Tageszeit von Greenwich plus eine Stunde, wieder eingeführt.
- Direktive Nr. 23 vom 17. Dezember 1945: Beschränkung und Entmilitarisierung des Sportwesens in Deutschland[3][4]
- Direktive Nr. 24 vom 12. Januar 1946: Entfernung von Nationalsozialisten und Personen, die den Bestrebungen der Alliierten feindlich gegenüberstehen, aus Ämtern und verantwortlichen Stellungen. Die Direktive definiert den Personenkreis, der im Rahmen der Entnazifizierung zwangsweise oder nach Ermessen entlassen werden sollte.
- Direktive Nr. 30 vom 13. Mai 1946: Beseitigung deutscher Denkmäler und Museen militärischen und nationalsozialistischen Charakters
- Direktive Nr. 38 vom 12. Oktober 1946: Verhaftung und Bestrafung von Kriegsverbrechern, Nationalsozialisten und Militaristen und Intensivierung, Kontrolle und Überwachung von möglicherweise gefährlichen Deutschen
- Direktive Nr. 50 vom 29. April 1947: Verfügung über Vermögenswerte, die den in der Kontrollratproklamation Nr. 2 und im Kontrollratsgesetz Nr. 2 aufgeführten Organisationen gehört haben
- Direktive Nr. 51 vom 29. April 1947: Akte der Gesetzgebung und andere Akte des Kontrollrats (Ersetzung der Direktive Nr. 10)
- Direktive Nr. 57 vom 15. Januar 1948: Verfügung über Vermögen, das auf Grund der Bestimmungen des Kontrollratgesetzes Nr. 10 oder anderer gemäß Kontrollratsdirektive Nr. 38 erlassener Bestimmungen eingezogen worden ist